# 2024년 하계 올림픽 자메이카 선수단
2024년 하계 올림픽 자메이카 선수단은 2024년 7월 26일부터 8월 11일까지 프랑스 파리에서 열린 2024년 하계 올림픽에 참가한 올림픽 자메이카 선수단이다.
자메이카의 참가는 이전에 영국 식민지 또는 영국 식민지로 4차례나 등장했지만(서인도 제도 연방의 일부) 독립 국가로서 18번째 하계 올림픽 출전을 의미한다.

## 출전 선수
| 종목   | 남자 | 여자 | 전체 |
| ------ | ---- | ---- | ---- |
| 다이빙 | 1    | 0    | 1    |
| 수영   | 1    | 1    | 2    |
| 유도   | 1    | 0    | 1    |
| 육상   | 26   | 28   | 54   |
| 전체   | 29   | 29   | 58   |

## 메달 집계
| 종목 | 1 | 2 | 3 | 합계 |
| 종목 | ' | ' | ' | '    |
| 종목 | ' | ' | ' | '    |
| 종목 | ' | ' | ' | '    |
| 합계 | ' | ' | ' | '    |

## 같이 보기
- 2024년 하계 올림픽